# Doppio ritratto (Giorgione)
Il Doppio ritratto è un dipinto a olio su tela (80 × 75 cm) attribuito a Giorgione, databile al 1502 circa e conservato nel Museo nazionale del Palazzo di Venezia a Roma.

## Storia
Già attribuito a Sebastiano del Piombo e Dosso Dossi ed altri artisti veneti, oggi il quadro è riferito con riserve a Giorgione da Castelfranco. Come la maggior parte delle opere riferibili a Giorgione, la critica non è concorde sulla datazione, che oscilla tra il 1500 e il 1510, anno della morte del pittore. La data al 1502 metterebbe la tela in relazione con la possibile presenza di Giorgione alla corte di Caterina Cornaro, regina spodestata di Cipro, che aveva raccolto attorno a sé ad Asolo un esclusivo circolo di intellettuali e artisti. L'intonazione malinconica dell'opera ha, infatti, fatto pensare ad un legame con le discussioni sull'amore degli Asolani di Pietro Bembo, pubblicato nel 1505, ma oggetto di una lavorazione più lunga.
La prima menzione sicura dell'opera è in un inventario dei beni di Pio di Savoia del 1624 e verso il 1734 entrò nelle collezioni del cardinale Tommaso Ruffo. Nel 1919 fu donato al museo nazionale dal principe Fabrizio Ruffo di Motta Bagnara.

## Descrizione e stile
Nell'opera sono ritratti due giovani, uno in primo piano, l'altro è retrocesso, entrambi rivolti verso lo spettatore, rispettivamente con una posa frontale e una leggermente ruotata verso sinistra. Lo sguardo del giovane alle spalle è indagatore, quello del ragazzo in primo piano è languido e pensieroso. L'attimo di desolata riflessione dei personaggi è sottolineato dalle tinte scure e dalle vesti nere.
Il ragazzo di fronte poggia la testa reclinata sulla mano destra, mentre con la sinistra regge un frutto, un melangolo, cioè un'arancia selvatica dal sapore acre, che simboleggiava il temperamento dolce-amaro del melanconico; la luce, proveniente dall'alto, enfatizza la sua posizione. Il gioco di ombre offre una visione privilegiata dell'oro della veste, simbolo dei beni materiali caduchi, e del frutto rosso, anch'esso dipinto per rappresentare la precarietà umana.